# Pošta Rumunjske
Pošta Rumunjske (rum. Poşta Română) je nacionalni operator u području poštanskih usluga u Rumunjskoj. To je jedini dobavljač univerzalnih poštanskih usluga u bilo kojem trenutku na rumunjskom teritoriju.
Pošta Rumunjske aktivno djeluje na slobodnom tržištu poštanskih i tiskanih usluga te obavlja i druge poslove kao što su: vanjska trgovina, opskrba, istraživanja, te tehnološki i informacijski dizajn, medicinske usluge, obrazovanje, socijalno-kulturne usluge itd.
Prvi dokument o postojanju poštanskih usluga u zemljama rumunjskog govornog područja bila je "Povelja" koju je 1399. godine u Giurgiu izdao Mircea I. Stariji. Prema "Povelji" lokalne vlasti morale su kraljevskim kuririma omogućiti korištenje prijevoznih sredstava, kolica za konje i kolica na dva kotača.
Na početku se rad pošte uglavnom temeljio na prijevozu pošte preko putnika i na službenoj pošti pripadnika visokih staleža. Poslije 1850. godine u administrativnim gradovima gradske poštanske postaje pretvorene su u pošte. Tada je postojalo 30 poštanskih cesta, s poštanskim postajama, s Craiovom kao zajedničkim središtem. Godine 1852. organizirana je pošta za privatne osobe, pod nadzorom Ministarstva financija.
Pošta Rumunjske jedna je od osnivačica Svjetske poštanske unije 1874. godine, 2004. godine bila je domaćin i organizator 20. Svjetskog poštanskog kongresa Svjetske poštanske unije, održanoga u Bukureštu.